# Anna von Helmholtz
Anna von Helmholtz (de soltera von Mohl; Tübingen, 19 de setembre de 1834 - Opatija, Croàcia, 1 de desembre de 1899), va ser una salonnière i escriptora alemanya que va traduir o editar les traduccions d'una sèrie d'obres científiques. Va ser la segona esposa del físic Hermann von Helmholtz. Es va criar en un cercle en què la intel·ligència i el caràcter estaven igualment ben desenvolupats, es va descriure com a talentosa i intel·ligent, amb grans visions i grans aspiracions.
Primers anys
El seu pare era Robert von Mohl, professor de Heidelberg i membre liberal de l'Assemblea Nacional de Frankfurt. Tenia almenys un germà i una germana.
Va passar llargs períodes a París, allotjant-se amb el seu oncle Julius von Mohl, professor de llengua persa al Col·legi de França. La seva dona, Mary, era d'Anglaterra, i l'Anna hi va anar diverses vegades per a llargues visites a París i Anglaterra, on va adquirir costums francesos i anglesos.

## Carrera com a escriptora
Helmholtz va traduir o editar les traduccions d'una sèrie d'obres científiques. Treballant amb Estelle du Bois-Reymond, filla del fisiòleg Emil du Bois-Reymond, van traduir les Modern Views of Electricity d'Oliver Lodge (Neueste Anschauungen über Electricität. Leipzig 1896). Amb Clara Wiedemann va editar les traduccions de dos dels llibres de John Tyndall: Heat Considered as a Mode of Motion (Wärme betrachtet als eine Art der Bewegung, Braunschweig, 4a edició, 1894) i Sound: A Course of Eight Lectures (Der Schall), 3a edició, 1897). El seu treball a la tercera edició de Tyndall's Heat va ser tan bo que Tyndall li va enviar un obsequi d'agraïment i li va escriure que l'edició alemanya era «molt millor que l'edició anglesa, i que la francesa quedava en no-res».

## Saló
Helmholtz era molt coneguda als cercles intel·lectuals de Berlín. Als salons de l'època, cada salonera normalment fixava en una dia diferent la trobada a casa seva. Els «dimarts» de Helmholtz tenien una importància especial, perquè van atreure un nombre considerablement important d'estudiosos, sobretot naturalistes. Per primera vegada, a l'elit acadèmica del país se li oferia un entorn social de primer nivell. Com a interfície entre la societat de la cort, l'escena dels artistes i les classes mitjanes cultes, casa seva es va convertir en el saló més important del jove imperi i el prototip de la convivència burgesa a finals del segle xix. Els convidats habituals incloïen:
| - John Dalberg-Acton, 1st Baron Acton - Franz von Arenberg - Ludwig Bamberger - George Bancroft - Reinhold Begas - Ernst von Bergmann - Arnold Böcklin - Carl Wilhelm Borchardt - Marianne Brandt - Bernhard von Bülow - Daniela von Bülow - Marie von Bunsen - Arthur Graf von Bylandt-Rheidt - Ernst Curtius - Rudolph von Delbrück - Wilhelm Dilthey - Emil du Bois-Reymond - Karl Anton Eckert - Siegmund Exner-Ewarten - Carl Jakob Adolf Christian Gerhardt - Herman Grimm - Rudolf von Gneist - Adolph von Hansemann - Adolf von Harnack - Ferdinand Graf von Harrach - Friedrich von Hefner-Alteneck - Albert Hertel - Heinrich Hertz - Hedwig Heyl - Adolf von Hildebrand - August Wilhelm von Hofmann | - Hans Hopfen - Botho von Hülsen - Bogdan Graf von Hutten-Czapski - Joseph Joachim - Herzog Karl Theodor in Bayern - Robert von Keudell - Gustav Kirchhoff - Botho von dem Knesebeck - Leo Königsberger - Leopold Kronecker - August Kundt - Franz von Lenbach - Karl Richard Lepsius - Sabine Lepsius - Otto Lessing - Fanny Lewald - Ernst von Leyden - Richard Liebreich - Walter von Loë - Luise von Baden - Morell Mackenzie - Heinrich Gustav Magnus - Maria Josepha von Portugal - Prince Maximilian of Baden - Robert von Mendelssohn - Ernst von Mendelssohn-Bartholdy - Adolph Menzel - Paul Friedrich Meyerheim - Laura Minghetti - Johann von Miquel - Mary Mohl-Clarke | - Moritz Mohl - Robert von Mohl - Theodor Mommsen - Max Müller - Albert Niemann - Hedwig von Olfers - Marie von Olfers - Luise Gräfin von Oriola - Maximiliane Gräfin von Oriola - Ludwig Passini - Georg Heinrich Pertz - Maximilian von Philipsborn - Raoul Pictet - Karl von Piloty - Max Planck - Nathanael Pringsheim - Joseph Maria von Radowitz - Leopold von Ranke - Adolf vom Rath - Anna vom Rath - Wilhelm Reiß - Franz Reuleaux - Prinz Heinrich VII. von Reuß - Fanny Gräfin zu Reventlow - Gustav Richter - Raoul Richter - Ferdinand von Richthofen - Julius Rodenberg - Franz von Roggenbach - Anton Rubinstein - Odo Russell | - Hermann von Schelling - Wilhelm Scherer - Alexander Graf von Schleinitz - Marie Gräfin von Schleinitz - Erich Schmidt - Gustav von Schmoller - Arnold von Siemens - Werner von Siemens - Hildegard von Spitzemberg - Hermann Sudermann - Heinrich von Sybel - Imre Graf von Széchényi - Hermann von Thile - Heinrich von Treitschke - Hugo von Tschudi - Kronprinzessin Viktoria von Preußen - Richard Wachsmuth - Cosima Wagner - Richard Wagner - Max Maria von Weber - Anton von Werner - Mathilde Wesendonk - Andrew Dickson White - Ernst von Wildenbruch - Anton Graf von Wolkenstein - Nina Gräfin Yorck von Wartenburg - Eduard Zeller - Raimund von zur-Mühlen |